# Roméo + Juliette
Pour les articles homonymes, voir Roméo et Juliette (homonymie).
Série Trilogie du rideau rouge
Ballroom Dancing
(1992) Moulin Rouge
(2001)
Pour plus de détails, voir Fiche technique et Distribution.
Roméo + Juliette (William Shakespeare's Romeo + Juliet), ou Roméo + Juliet de William Shakespeare au Québec, est un film américain réalisé par Baz Luhrmann en 1996.
Ce film est l'adaptation cinématographique de la tragédie théâtrale Roméo et Juliette de William Shakespeare. Il fait partie de la Trilogie du rideau rouge avec Ballroom Dancing et Moulin Rouge. Le réalisateur transporte Vérone dans un quartier défavorisé et violent des États-Unis, dans un décor du XXe siècle tout en conservant le texte original.

## Synopsis
À Verona Beach, un quartier défavorisé de Los Angeles, aux États-Unis, les Capulet et les Montaigu sont deux gangs rivaux. L'animosité de Fulgencio et Gloria Capulet et Ted et Caroline Montaigu, se transmet à travers les générations. Une rixe entre les Montaigu, menés par Benvolio, le cousin de Roméo, et les Capulet, menés par Tybalt, le cousin de Juliette, sème le chaos dans la ville. Le chef de la police, le prince de Vérone, réprimande les deux familles, les prévenant que leur vie « payera le dommage fait à la paix ».
Benvolio et Roméo apprennent qu'une fête est organisée le soir même chez les Capulet, à laquelle ils décident d'aller sans y être invités. Roméo accepte, sachant que Rosaline, de qui il est amoureux, sera présente. Ils rencontrent en chemin leur ami Mercutio, qui a des invitations à la fête. Roméo prend de l'ecstasy avant d'aller au manoir des Capulet. Les effets de la drogue et de la fête submergent Roméo, qui se rend aux toilettes. En admirant un aquarium, il voit Juliette de l'autre côté. Ils tombent amoureux immédiatement, ignorant tous deux l'identité de l'autre. Tybalt aperçoit Roméo et se jure de le tuer pour avoir envahi la demeure de sa famille.
Alors que Roméo quitte la fête, Juliette et lui apprennent qu'ils appartiennent aux deux familles rivales. Cependant, plus tard dans la soirée, Roméo revient voir Juliette. Elle lui annonce qu'elle accepte de se fiancer à Roméo s'il jure de lui faire parvenir un mot le lendemain. Le jour suivant, Roméo demande au Père Lawrence de les marier. Il accepte, espérant que le mariage apaise les tensions entre les deux familles. Roméo fait parvenir le mot à Juliette grâce à sa nourrice et les deux amants se marient.
Tybalt rencontre Mercutio et Roméo à la plage. Roméo est pacifique, mais Tybalt l'attaque. Mercutio intervient et frappe Tybalt. Roméo l'empêche d'aller plus loin et sauve Tybalt de la mort. Ce dernier utilise cette opportunité pour infliger une blessure mortelle à Mercutio, qui maudit les deux maisons avant de mourir. Enragé, Roméo poursuit Tybalt, qui s'enfuit, et le tue.
Le prince de Vérone bannit Roméo de la ville, qui va se réfugier chez le Père Lawrence. La nourrice arrive et dit à Roméo que Juliette l'attend. Roméo grimpe au balcon de Juliette et ils consomment leur mariage. Pendant ce temps, Fulgencio décide que Juliette se mariera à Dave Paris, le fils du gouverneur.
Le lendemain matin, Gloria annonce à Juliette qu'elle est fiancée à Dave Paris. Elle refuse l'alliance et Fulgencio menace de la déshériter. Juliette s'enfuit et part voir le Père Lawrence, l'implorant de l'aider et qu'elle se suicidera dans le cas échéant. Le Père Lawrence lui donne une potion qui l'endormira dans un sommeil semblable à la mort, pour lui permettre de se réveiller 24 heures plus tard dans le caveau des Capulet. Roméo, qui sera prévenu de la ruse, s'introduira dans le caveau ; une fois réunis, les deux amants pourront s'enfuir à Mantoue. Cependant, Roméo apprend par Balthasar que Juliette est morte et part pour Verona Beach avant que le message du Père Lawrence ne lui parvienne.
Roméo arrive dans l'église où Juliette est allongée et lui dit adieu avant de boire une fiole de poison, la croyant morte. Juliette se réveille juste à temps pour embrasser une dernière fois Roméo avant sa mort. Juliette, en détresse, prend le pistolet de Roméo et se tire une balle dans la tête. Les deux amants sont découverts enlacés. Le Prince de Vérone condamne les deux familles dont la rivalité a mené à une telle tragédie.

## Fiche technique
- Titre original : William Shakespeare's Romeo + Juliet
- Titre : Roméo + Juliette
- Réalisation : Baz Luhrmann
- Scénario : Craig Pearce et Baz Luhrmann, d'après Roméo et Juliette de William Shakespeare
- Musique : Nellee Hooper
- Photographie : Donald McAlpine
- Montage : Jill Bilcock
- Direction artistique : Doug Hardwick
- Décors :
  - Création : Catherine Martin
  - Cheffe décoratrice : Brigitte Broch
- Costumes : Kym Barrett
- Production : Baz Luhrmann, Gabriella Martinelli, Martin Brown, Jill Bilcock et Catherine Martin
- Société de production : Bazmark
- Société de distribution : Twentieth Century Fox
- Budget : 14,5 millions de dollars
- Pays d'origine :  États-Unis
- Langue originale : anglais
- Format : couleurs - 1,85:1 - 35 mm - DTS / Dolby Digital / SDDS
- Genre : drame, romance
- Durée : 115 minutes
- Dates de sortie :
  - États-Unis : 27 octobre 1996 (première à Los Angeles) ; 1er novembre 1996 (sortie nationale)
  - Canada : 1er novembre 1996
  - Belgique : 5 mars 1997
  - Suisse : 7 mars 1997
  - France : 9 avril 1997

## Distribution
- Leonardo DiCaprio (VF : Damien Witecka ; VQ : Joël Legendre) : Roméo Montaigu
- Claire Danes (VF : Caroline Victoria ; VQ : Aline Pinsonneault) : Juliette Capulet
- Brian Dennehy (VF : Marc de Georgi ; VQ : Jean Fontaine) : Ted Montaigu
- John Leguizamo (VF : Emmanuel Karsen ; VQ : Antoine Durand) : Tybalt
- Dash Mihok (VF : Bernard Gabay ; VQ : Gilbert Lachance) : Benvolio
- Harold Perrineau (VF : Éric Herson-Macarel ; VQ : James Hyndman) : Mercutio
- Pete Postlethwaite (VF : François Siener ; VQ : Éric Gaudry) : le Père Lawrence
- Paul Sorvino (VF : Bernard-Pierre Donnadieu ; VQ : Guy Nadon) : Fulgencio Capulet
- Diane Venora (VF : Laurence Badie ; VQ : Diane Arcand) : Gloria Capulet
- Christina Pickles (VF : Isabelle Gardien ; VQ : Béatrice Picard) : Caroline Montaigue
- Vondie Curtis-Hall (VF : Jacques Martial ; VQ : Mario Desmarais) : le prince de Verone
- M. Emmet Walsh (VF : Jean-Claude Sachot ; VQ : André Montmorency) : le pharmacien
- Miriam Margolyes (VF : Marie Vincent ; VQ : Arlette Sanders) : la nourrice
- Jesse Bradford (VF : Alexis Tomassian ; VQ : François Sasseville) : Balthasar
- Jamie Kennedy (VF : Cédric Dumond ; VQ : Benoît Éthier) : Sampson
- Zak Orth (VF : Boris Rehlinger ; VQ : Olivier Visentin) : Gregory
- Paul Rudd (VQ : Charles Préfontaine) : Dave Paris
- Vincent Laresca (VF : Bruno Choël ; VQ : Jean-Luc Montminy) : Abra
- Edwina Moore (VQ : Hélène Mondoux) : la présentatrice
- Harriet Sansom Harris (VF : Frédérique Cantrel) : Susan Santandiago
- Des'ree : la chanteuse au bal

## Production
Dans un premier temps, l’équipe autour de Baz Luhrmann tourne la scène de la mort de Mercutio comme un court-métrage, ce qui lui sert à débloquer un budget auprès des maisons de production. La préparation du tournage s’effectue au Canada, et le tournage en lui-même à Mexico.
Les costumes sont imaginés par Kym Barrett, en partie grâce à des collaborations avec des maisons de haute couture telles que Prada, Yves Saint Laurent ou Dolce & Gabbana. La plupart des costumes est réalisée par l’équipe du film, notamment des chemises peintes à la main s’inspirant des chemises hawaïennes et de motifs religieux.

### Choix des interprètes
- Ewan McGregor avait auditionné pour le rôle de Roméo Montaigu.
- Sarah Michelle Gellar devait jouer Juliette mais elle a refusé ce rôle.
- Natalie Portman devait jouer Juliette mais elle a été considérée comme trop jeune pour ce rôle.

## Bandes originales

### Volume 1
Au total, deux bandes originales sont sorties. Le premier volume, sorti en octobre 1996, comporte les chansons de nombreux artistes. Il n'inclut cependant pas toutes celles qui sont utilisées dans le film. La chanson Exit Music (For a Film) du groupe Radiohead, créditée au générique de fin et pourtant écrite pour ce long métrage, ne figure ainsi pas sur l'album de la bande originale ; ce titre sort un an plus tard dans l'album OK Computer de Radiohead.
En 2007 sort la version 10th Anniversary, comportant 4 musiques supplémentaires, dont trois (Introduction To Romeo, Kissing You (Love Theme from Romeo + Juliet) Instrumental et Young Hearts Run Free) figuraient initialement dans le second volume.
| Numéro de Piste          | Titre                                                     | Artiste                                       | Durée |
| ------------------------ | --------------------------------------------------------- | --------------------------------------------- | ----- |
| 1                        | #1 Crush                                                  | Garbage                                       | 4:47  |
| 2                        | Local God                                                 | Everclear                                     | 3:56  |
| 3                        | Angel                                                     | Gavin Friday                                  | 4:19  |
| 4                        | Pretty Piece Of Flesh                                     | One Inch Punch                                | 4:53  |
| 5                        | Kissing You (Love Theme from Romeo + Juliet)              | Des'ree                                       | 4:58  |
| 6                        | Whatever (I Had A Dream)                                  | Butthole Surfers                              | 4:09  |
| 7                        | Lovefool                                                  | The Cardigans                                 | 3:19  |
| 8                        | Young Hearts Run Free                                     | Kym Mazelle                                   | 4:16  |
| 9                        | Everybody's Free (To Fell Good)                           | Quindon Tarver                                | 1:43  |
| 10                       | To You I Bestow                                           | Mundy                                         | 3:59  |
| 11                       | Talk Show Host                                            | Radiohead                                     | 4:37  |
| 12                       | Little Star                                               | Stina Nordenstam                              | 3:40  |
| 13                       | You and Me Song                                           | The Wannadies                                 | 2:55  |
| Version 10th Anniversary |                                                           |                                               |       |
| 14                       | Introduction To Romeo                                     | Craig Armstrong                               | 2:07  |
| 15                       | Kissing You (Love Theme from Romeo + Juliet) Instrumental | Craig Armstrong                               | 3:33  |
| 16                       | Young Hearts Run Free (Ballroom Version)                  | Kym Mazelle, Harold Perrineau et Paul Sorvino | 3:27  |
| 17                       | Everybody's Free (To Wear Sunscreen) '07 Mix              | Baz Luhrmann et Quindon Tarver                | 7:10  |

### Volume 2
Le second album est sorti en avril 1997. Il comporte les compositions originales de Craig Armstrong, de Nellee Hooper et de Marius de Vries, des chansons qui ne figuraient pas dans le premier album, et l'ensemble accompagné de dialogues du film. Les musiques ont été arrangées, orchestrées et dirigées par Craig Armstrong.
Sauf indications, l'ensemble des musiques ont été composées par Craig Armstrong, Nellee Hooper et Marius de Vries.
| Numéro de Piste | Titre                                                     | Artiste                                            | Durée |
| --------------- | --------------------------------------------------------- | -------------------------------------------------- | ----- |
| 1               | Prologue                                                  |                                                    |       |
| 2               | O Verona                                                  |                                                    |       |
| 3               | The Montague Boys                                         | featuring Justin Warfield                          |       |
| 4               | Gas Station Scene                                         |                                                    |       |
| 5               | O Verona (Reprise)                                        |                                                    |       |
| 6               | Introduction to Romeo                                     |                                                    |       |
| 7               | Queen Mab Interlude                                       |                                                    |       |
| 8               | Young Hearts Run Free (Ballroom Version)                  | par Kym Mazelle, Harold Perrineau, et Paul Sorvino |       |
| 9               | Kissing You (Love Theme from Romeo + Juliet) Instrumental |                                                    |       |
| 10              | Balcony Scene                                             |                                                    |       |
| 11              | When Dove's Cry                                           | par Quindon Tarver                                 |       |
| 12              | A Challenge                                               |                                                    |       |
| 13              | Tybalt Arrives                                            | featuring Butthole Surfers and The Dust Brothers   |       |
| 14              | Fight Scene                                               |                                                    |       |
| 15              | Mercutio's Death                                          |                                                    |       |
| 16              | Drive Of Death                                            |                                                    |       |
| 17              | Slow Movement                                             |                                                    |       |
| 18              | Morning Breaks                                            |                                                    |       |
| 19              | Juliet's Requiem                                          |                                                    |       |
| 20              | Mantus                                                    |                                                    |       |
| 21              | Escape From Mantua                                        | featuring Mundy                                    |       |
| 22              | Death Scene                                               |                                                    |       |
| 23              | Liebestod                                                 |                                                    |       |
| 24              | Epilogue                                                  |                                                    |       |

## Distinctions
Le film a été présenté en sélection officielle en compétition lors de Berlinale 1997. Baz Luhrmann y a remporté le prix Alfred Bauer et Leonardo DiCaprio l'Ours d'argent du meilleur acteur.
Parmi les nombreux prix obtenus, le film a notamment reçu un Satellite Award en 1997 et quatre BAFTA Awards en 1998.
Ce film fait partie de la Liste du BFI des 50 films à voir avant d'avoir 14 ans établie en 2005 par le British Film Institute.

## Autour du film
- La bande annonce, le dossier de presse et une partie du making-of mettent en exergue l'utilisation des tirades classiques dans la scène de la station service, et la métaphore de l'aquarium[4]
- De grandes espérances (1998), également distribué par la Fox, est également la transposition contemporaine d'un classique de la littérature anglaise avec un couple d'acteurs nés dans les années 1970, mais, sorti quelques mois plus tard, il est très loin de rencontrer le succès de Roméo + Juliette ; le filon est déjà tari.
- Dans un de ses podcasts, Jamie Kennedy affirme que la veille d’un tournage, lui et quelques membres du casting, sont sortie faire la fête. Jamie fut impliqué dans une bataille, lui laissant un oeil au beurre noir. Pris de peur, croyant qu’il perdrait son rôle, Baz a en fait adoré le look que ça lui donnait et l’a gardé ainsi pour le film.

### Vidéo
- Misterfox, « Parlons VF - Roméo + Juliette », sur YouTube, 31 janvier 2019